# Librada Avelino
Librada Avelino Mañgali (Quiapo, 17 de enero de 1873 – Ermita, 9 de noviembre de 1934) fue una educadora filipina y cofundadora de la Universidad Centro Escolar. Fue la primera mujer en obtener un certificado de enseñanza de las autoridades españolas cuando aprobó su examen en 1889. Continuando con su educación, también fue certificada como maestra de secundaria en 1893. Después de establecer su propia escuela para niñas en Pandacán, se vio obligada a huir a Manila cuando en 1896, la revolución filipina trajo tropas a Pandacán. Reabriendo una escuela en la capital, operó hasta que España cedió el país a Estados Unidos y las autoridades educativas cambiaron los requisitos, implementando planes de estudio en inglés. Para aprender el idioma, aceptó ocupar un puesto como directora de Pandacán Girls 'School, creyendo que el enseñar inglés la ayudaría a aprenderlo más rápido. También tomó clases de inglés y estudió ese idioma brevemente en Hong Kong en 1901.
En 1907, se unió a su amiga Carmen de Luna y al abogado y educador Fernando Salas para fundar el Centro Escolar de Señoritas, una escuela que organizaba cursos desde el jardín de infancia hasta la secundaria para niñas. Esa fue la primera institución no parroquial en el país y basó su plan de estudios en un modelo moderno y liberal, tratando de igualar la educación de las niñas con la que se ofrecía a los niños. A medida que la escuela creció, se adquirieron edificios adicionales para conferencias y dormitorios y, en 1921, Avelino amplió la oferta para incluir educación terciaria, ofreciendo primero un programa de licenciatura en farmacia. La Universidad de Filipinas le otorgó una maestría honoraria en pedagogía en 1930. A partir de 1930, el Centro Escolar de Señoritas operó como una universidad acreditada y se incorporó con un cambio de nombre a Universidad Centro Escolar en 1932.
Dirigió la escuela hasta poco antes de su muerte por cáncer en 1934. Existen varios monumentos en Filipinas que llevan su nombre. La Universidad Centro Escolar otorga un premio en su honor a mujeres asiáticas que son líderes reconocidas. La escuela que fundó ha continuado ofreciendo educación durante más de 100 años.

## Biografía
Librada Avelino Mañgali nació el 17 de enero de 1873 en Quiapo, Manila, en las Islas Filipinas, entonces parte del Imperio español, hija de Francisca Mañgali y Pedro Avelino. Poco después de su nacimiento, la familia, que estaba conformada por sus padres y la hermana de su padre, Juana Avelino, se mudó a Pandacán. Su padre  trabajaba en una farmacia y también operaba una tienda que vendía artículos diversos, incluyendo telas, agujas e hilo, puros y otros artículos. Cuando su padre trabajaba en la farmacia, Juana dirigía la tienda. Aunque su educación inicial comenzó en casa, desde los cinco o seis años, fue enviada a la escuela pública de niñas dirigida por Luisa Bacho. Esta fue la primera escuela que ofreció educación a niñas e incluyó cursos primarios de lectura, escritura y matemáticas, así como recitación de oraciones.
Cuando tenía siete años, su madre murió y unos tres años después su padre se volvió a casar con Paula Arcilla, quien estaba decidida a tener una relación cercana con su hijastra. Como quería aprender más de lo que normalmente se les ofrecía a las niñas, Maestra Bacho la instruyó en ciencias domésticas rudimentarias, geografía y gramática española, y la introdujo en estudios matemáticos más difíciles. También estudió sintaxis avanzada y lenguaje con Fermin Raymundo, un gramático español local, así como música, incluidas clases de piano, con Ladislao Bonus. Al completar su educación primaria, se mudó a Manila para asistir a la escuela municipal de Santa Cruz, pero luego de un año fue transferida a la institución privada dirigida por Margarita López en Tondo. La escuela era una institución preparatoria que capacitaba a las niñas en las materias necesarias para el examen de enseñanza. Después de completar los cursos en 1889, se enfrentó a un jurado y aprobó con éxito el examen civil para maestros de escuela primaria, convirtiéndose en la primera mujer en recibir una certificación en la era española.

## Carrera profesional

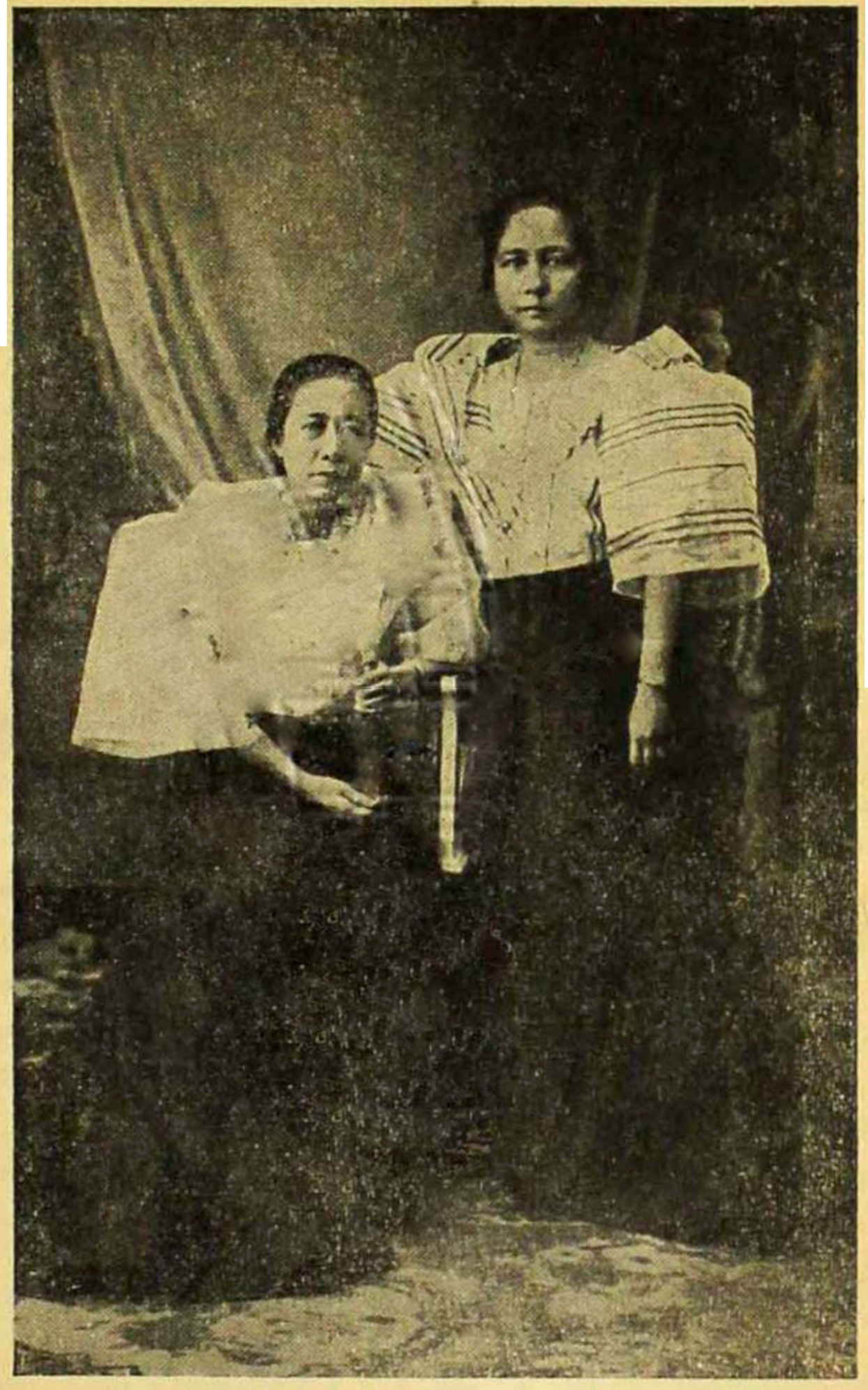
(izquierda) Avelino y (derecha) Carmen de Luna en 1911

Al recibir su diploma, Avelino, con el apoyo de su padre y madrastra, abrió una escuela gratuita en Pandacán, basada en la escuela de López y capacitó a los estudiantes para el examen de enseñanza. A medida que la escuela crecía rápidamente, para continuar su propia educación, Avelino estudió costura y bordado en el Concordia College y luego tomó un curso ofrecido por las hermanas del Convento de la Asunción, lo que le permitió obtener un certificado para enseñar bachillerato en 1893. Durante sus cursos, conoció a Carmen de Luna, quien se convertiría en su colaboradora y compañera por el resto de su vida. Las actividades en la escuela inicialmente continuaron al comienzo de la Revolución filipina en 1896, pero cuando las fuerzas estadounidenses llegaron a Pandacán, se suspendieron sus cursos. Siguiendo el consejo de su padre, huyó a Manila días antes de que su ciudad natal fuera reducida a cenizas por los soldados invasores. Para cuando su familia, que incluía a tres hermanastros, pudo unirse a ella, habían perdido su hogar, así como su negocio en el conflicto. Con ayuda de los hermanos Vicente y Lucas González, recibió un préstamo de una propiedad en Santa Cruz para reabrir su escuela. A medida que la escuela creció, se trasladó de la calle Fernández a San Sebastián, ahora calle R. Hidalgo. Pronto se le unieron su prima Margarita "Garit" Oliva y Carmen de Luna.
Al concluir la revolución en 1898, Estados Unidos, bajo su autoridad soberana, estableció nuevas reglas en las escuelas que exigían la enseñanza del idioma inglés. Como ella no hablaba inglés, se ofreció como voluntaria para enseñar en la escuela de niñas en Pandacán, creyendo que aprendería más rápido tratando de enseñar el idioma a otras personas. Fue nombrada como la primera directora filipina en la era de los Estados Unidos. Simultáneamente, estudió por las mañanas con un maestro estadounidense, mientras también tomaba cursos nocturnos en Sampaloc con el tutor Mauricio Somosa para mejorar sus habilidades lingüísticas. En 1901, aunque las hostilidades continuaron por los términos del Tratado de París y hubo discusiones sobre si Filipinas obtendría la independencia o sería anexada a los Estados Unidos, Avelino escribió al superintendente de la escuela, David Prescott Barrows solicitando una licencia para estudiar inglés en el extranjero y la aprobación para ser reintegrada a su regreso como directora de la Pandacán Girls 'School. Asegurando su aprobación, cerró la escuela y acompañó a la familia González a Hong Kong, donde estudió durante la mitad del año, pero tuvo que regresar debido a la enfermedad de uno de los de su grupo. A su regreso, reanudó sus funciones como directora de la escuela, pero el conflicto con el director estadounidense de la escuela de varones, hizo que renunciara a su puesto al final del período de 1906.
La insurrección continuó hasta 1902, y la madrastra de Avelino murió en 1905. Aún anhelando abrir una escuela, cuando salió del luto en 1907, buscó el consejo de Fernando Salas, un abogado de familia y su amiga Carmen de Luna. Decidieron invertir en la apertura de una escuela en Manila que se llamaría Centro Escolar de Señoritas (Escuela Central de Damas), siguiendo el modelo de una escuela que Salas dirigía, el Centro Escolar de Varones (Escuela Central de Hombres). Cada uno contribuyó con $ 250 utilizados para fundar la escuela ubicada en 841 Iris Street, más tarde llamada Azcarraga Street. Con poco capital, pero con ganas de establecer una escuela moderna y liberal, se acercó a mujeres educadas como María del Pilar Francisco, la primera abogada en Filipinas; Felisa y Domingo Francisco, primos de María; las hermanas Filomena e Ildefonsa Amor; su primo Garit Oliva; y Constancia P. Arrieta, todas egresadas de la Escuela  Normal. es. Poco después de proponer a sus candidatos, Salas retiró su capital y dejó de participar en la escuela.

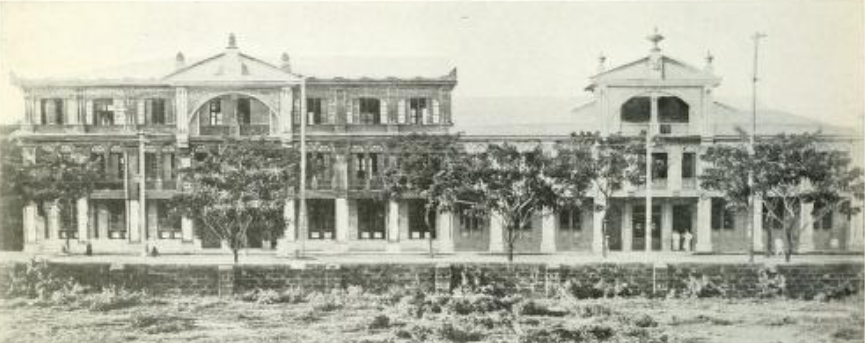
Centro Escolar de Señoritas en 1920

Con poco espacio, Avelino comenzó a comprar propiedades contiguas para aumentar tanto el número de salas de conferencias como el espacio de dormitorios. Alrededor de 1917, se mudaron a una instalación de nueva construcción ubicada en 2265 Azcarraga Street con más de 650 estudiantes y para 1920 la escuela era la institución para mujeres más grande del país. Para 1921 estaba decidida a abrir una universidad y ofrecer educación terciaria. La primera facultad universitaria fue la escuela de farmacia. Su plan incluía la apertura otras diez facultades, logró abrir seis más: la Facultad de Artes Liberales se fundó en 1922, la Facultad de Educación en 1923, la Facultad de Odontología en 1924, la Facultad de Derecho en 1925, la Facultad de Medicina en 1929 y la Facultad de Optometría en 1930. Poco después de la muerte de su padre, en 1930 la Universidad de Filipinas le confirió una maestría honoraria en pedagogía . Oficialmente, desde 1930, el Centro Escolar de Señoritas operó como una universidad y se incorporó con un cambio de nombre a Universidad Centro Escolar en 1932. Debido a la incapacidad de asegurar una instalación hospitalaria para que los estudiantes adquieran experiencia práctica, el gobierno retuvo la acreditación de la Facultad de Medicina, que se vio obligada a cerrar después de cuatro años de funcionamiento.

## Muerte y legado
Avelino murió de cáncer de estómago en Ermita, Manila, el 9 de noviembre de 1934. Fue enterrada en el Campo Santo de La Loma, en la ciudad de Caloocan . Entre su fundación en 1907 y su muerte, la Universidad Centro Escolar graduó a 20.000 estudiantes y su capital aumentó de la inversión inicial de ₱ 750 a más de ₱ 1.000.000 en el momento de su muerte. En su honor se nombró un premio que honra a las líderes asiáticas. La universidad se convirtió en mixta en 1945 y ha continuado expandiéndose, ofreciendo una amplia gama de cursos en numerosos campus. En 2005, la presidenta Gloria Macapagal proclamó el Centenario del Movimiento Feminista del país y Avelino fue honrada con el Premio Campeona del Movimiento Feminista.
Existen monumentos en todo el país en su honor: una calle en Pandacán lleva su nombre, igual que una escuela primaria en Tondo; al igual que un auditorio y una estatua en la Universidad Centro Escolar. También hay una plaza en Manila que lleva su nombre. Originalmente, el espacio conocido como Rotonda de Sampaloc albergaba la Fuente Carriedo y contenía una rotonda. Después de la urbanización en las décadas de 1960 y 1970, se convirtió en el punto de unión de la Calle Jose Laurel, Avenida Lacson, Calle Legarda y Bulevar Magsaysay y es más conocido como Rotonda o Intercambio de Nagtahan, aunque la estación de policía conocida como Plaza Avelino Outpost conserva el nombre oficial de la plaza.

### Citas
1. ↑  Varona y de la Llana, 1935, p. 11.
2. ↑  Varona y de la Llana, 1935, p. 13.
3. ↑  Varona y de la Llana, 1935, pp. 17, 20.
4. ↑  Varona y de la Llana, 1935, pp. 23–24.
5. ↑  Varona y de la Llana, 1935, p. 26.
6. ↑  Varona y de la Llana, 1935, pp. 27–28.
7. ↑  Varona y de la Llana, 1935, p. 31.
8. ↑  Varona y de la Llana, 1935, pp. 42–43.
9. ↑  Varona y de la Llana, 1935, p. 47.
10. ↑  Varona y de la Llana, 1935, pp. 48–49.
11. ↑  Varona y de la Llana, 1935, pp. 50–51.
12. ↑  Varona y de la Llana, 1935, pp. 57–59.
13. 1 2 3  Cojuangco, 2005.
14. ↑  Varona y de la Llana, 1935, pp. 60–61.
15. ↑  Varona y de la Llana, 1935, p. 63.
16. ↑  Varona y de la Llana, 1935, pp. 65–66.
17. ↑  Varona y de la Llana, 1935, p. 68.
18. ↑  Varona y de la Llana, 1935, pp. 66–67.
19. ↑  Varona y de la Llana, 1935, pp. 87–88.
20. ↑  Varona y de la Llana, 1935, p. 92.
21. ↑  Varona y de la Llana, 1935, pp. 92–93.
22. ↑  Varona y de la Llana, 1935, p. 95.
23. ↑  Varona y de la Llana, 1935, pp. 95–96.
24. ↑  Varona y de la Llana, 1935, pp. 96, 98–99.
25. ↑  Worcester, 1914, p. 77.
26. 1 2  Worcester, 1914, p. 293.
27. 1 2  Varona y de la Llana, 1935, pp. 100–101.
28. 1 2  Almario, 2015.
29. 1 2  National Historical Commission of the Philippines, 2013.
30. ↑  Worcester, 1914, pp. 77–78.
31. 1 2  Varona y de la Llana, 1935, p. 103.
32. ↑  Varona y de la Llana, 1935, p. 102.
33. ↑  Varona y de la Llana, 1935, p. 104.
34. 1 2  Santos, 1907, p. 6.
35. ↑  Varona y de la Llana, 1935, p. 109.
36. ↑  Varona y de la Llana, 1935, pp. 110-111.
37. ↑  Artigas y Cuerva, 1917, p. 919.
38. 1 2  Varona y de la Llana, 1935, p. 113.
39. ↑  Varona y de la Llana, 1935, p. 116.
40. ↑  Artigas y Cuerva, 1917, p. 921.
41. ↑  Varona y de la Llana, 1935, p. 121.
42. ↑  Varona y de la Llana, 1935, p. 122.
43. ↑  Varona y de la Llana, 1935, p. 123.
44. ↑  Varona y de la Llana, 1935, p. 127.
45. ↑  Artigas y Cuerva, 1917, p. 932.
46. ↑  Yeater, 1920, p. 20.
47. ↑  Varona y de la Llana, 1935, p. 129.
48. 1 2  Varona y de la Llana, 1935, p. 130.
49. 1 2  The Manila Bulletin, 2013.
50. ↑  Alzona, 1932, p. 289.
51. ↑  Varona y de la Llana, 1935, pp. 130–131.
52. ↑  Varona y de la Llana, 1935, pp. 149–150.
53. ↑  Philippine Magazine, 1934, p. 522.
54. ↑  Suarez, 2010.
55. ↑  Varona y de la Llana, 1935, p. 140.
56. ↑  Centro Escolar University, 2009.
57. ↑  Macairan y Manimtim, 2007.
58. ↑  Philippine Companies, 2007.
59. ↑  The Philippine Star, 2009.
60. ↑  Lomographic Society International, 2012.
61. ↑  Aguilar, 2009.

## Otras lecturas
- Alzona, Encarnación (1974). Librada Avelino: A Biography. Manila, The Philippines: Centro Escolar University. OCLC 1941046.